# Secretos (película de 2013)
Secretos es una película dramática y de suspenso colombiana de 2013 dirigida por Fernando Ayllón y protagonizada por Lina Castrillón, Francisco Bolívar, Edmundo Troya, Juan Sebastián Quintero y Érika Glasser.

## Sinopsis
Santiago y Gustavo, un par de amigos y socios salen de la ciudad a cerrar un negocio. Mientras se encontraban en la carretera, encuentran a una mujer llamada Érika que tiene problemas con su auto. Ambos deciden ayudarla y llevarla a su casa, que queda en las afueras de la ciudad, alejada de toda civilización. Lo que al principio parece un idilio romántico entre Érika y Santiago, termina convirtiéndose en un infierno cuando esta mujer revela su verdadera identidad.

## Reparto
- Lina Castrillón es Érika.
- Francisco Bolívar es Santiago.
- Edmundo Troya es César.
- Juan Sebastián Quintero es Gustavo.
- Érika Glasser es Verónica.
- Viviana Santos es Juliana.
- Samantha Rocha es Melissa.
- Fernando Valente es Antonio.